# 张相时
张相时（1894年11月13日—1989年9月12日），曾用名张思龄，男，云南鹤庆人，中国社会活动家，曾任中华全国归国华侨联合会常务委员，云南省政协副主席。